# 아인리석탑
아인리석탑(衙仁里石塔)은 대한민국 충청남도 금산군 금산읍 아인리에 있는 고려시대의 석탑이다. 1993년 11월 12일 충청남도의 문화재자료 제327호로 지정되었다.

## 개요
금산읍 아인리에 위치해 있는 석탑으로, 원래 1층 기단(基壇) 위에 3층의 탑신(塔身)을 올린 모습이었을 것이나, 현재는 탑신의 2층 몸돌과 꼭대기의 머리장식이 없어진 상태이다.
기단은 최근에 조립된 것으로, 네 장의 판판한 돌을 세워 4면을 만들고, 판돌을 덮어 마무리하였다. 탑신의 1층 몸돌 남쪽면에는 선으로 새긴 부처 모습의 조각이 있으며, 한 돌로 이루어진 2층 지붕돌과 3층 몸돌은 그 위에 놓여 있는 3층 지붕돌의 크기가 잘 맞지 않아 불안정한 비례를 보인다. 지붕돌은 밑면의 받침이 1층은 4단, 2·3층은 3단이며, 네 귀퉁이에서 크게 치켜올라갔다.
석탑 주변에서 고려시대의 기와가 수습되어 고려시대에 건립된 것으로 추정하고 있다.

## 참고 문헌
- 아인리석탑 - 국가유산청 국가유산포털